# Heinrich Imig
Heinrich Imig (* 23. Juli 1893 in Steele (Landkreis Essen); † 24. Februar 1956 in Castrop-Rauxel) war ein deutscher Gewerkschafter und Politiker der SPD.

## Leben
Der Sohn eines Bergmanns besuchte die Volksschule und das Gymnasium in Steele. Aus finanziellen Gründen konnte er allerdings kein Abitur machen. Ab 1912 arbeitete er als Bergmann auf der Zeche Friedrich Ernestine. Zwischen 1914 und 1918 war er als Soldat im Ersten Weltkrieg. Anschließend war er auf der Zeche Zollverein beschäftigt.
Schon früh engagierte er sich gewerkschaftlich und gehörte seit 1926 dem Betriebsrat an. Als Vorsitzender des Gesamtbetriebsrates der Zollvereinsschächte kam er auch in den Vorstand der Vereinigten Stahlwerke AG. Seit 1929 arbeitete er als Sekretär der Ruhrbezirksleitung des Bergarbeiterverbandes, wechselte aber später zur Geschäftsstelle Castrop-Rauxel, deren Leiter er wurde. 1933 wurde er aufgrund seiner Gesinnung entlassen und arbeitete als Vertreter einer Brotfabrik. Im Zweiten Weltkrieg war er der Luftschutzpolizei zugeteilt.
Zwischen 1945 und 1948 war er zuerst von den Alliierten eingesetzter Bürgermeister, dann Dezernent und Stadtdirektor der Stadt Castrop-Rauxel. Imig gehörte dem Deutschen Bundestag in dessen erster Legislaturperiode (1949–1953) als SPD-Abgeordneter für den Wahlkreis Herne – Castrop-Rauxel an. Im Jahr 1950 war er Vorsitzender des Parlamentarischen Untersuchungsausschusses zur Untersuchung der Ursachen der Grubenkatastrophe auf der Zeche Dahlbusch in Gelsenkirchen-Rotthausen. Vom 16. Juli 1952 bis zum 10. Dezember 1953 war er auch Mitglied des Europaparlamentes. Anschließend wurde er Nachfolger von August Schmidt als Leiter der IG Bergbau, weil der eigentlich gewählte Heinrich Gutermuth auf sein Amt zugunsten von Imig verzichtete. Ab 1954 war er zudem Mitglied und ab Spätsommer 1954 Präsident des Internationalen Bergbauverbandes.

## Ehrungen
1972 wurde in Eschweiler-Ost die Heinrich-Imig-Straße nach ihm benannt. Auch in den Gemeinden Oer-Erkenschwick, Lünen, Frechen, Hürth, Recklinghausen, Herne, Essen, Kamen und Bergkamen existiert eine nach ihm benannte Heinrich-Imig-Straße. In Alsdorf, Brechten und in Langendreer gibt es die Imigstraße, in Nordstemmen-Rössing einen Heinrich-Imig-Platz. Seit 2013 gibt es auch eine Heinrich-Imig-Straße am Ort seines Lebensmittelpunkts Castrop-Rauxel-Ickern.